# Pedro Julio Medina Romero
Pedro Julio Medina Romero (Cañete, 25 de agosto de 1905-Buin, 27 de septiembre de 1990) fue un funcionario y político chileno, miembro del Partido Radical (PR). Se desempeñó como diputado de la República en representación de la 24.ª Agrupación Departamental (Llanquihue, Puerto Varas, Maullín, Calbuco y Aysén) durante dos periodos legislativos consecutivos, desde 1945 hasta 1953.

## Familia, estudios y carrera profesional
Nació en la comuna chilena de Cañete el 25 de agosto de 1905, siendo hijo único del matrimonio conformado por Emilia Romero y el abogado y político Remigio Medina Neira, quien fuera diputado, senador y ministro de Estado. En el ámbito laboral, ejerció como funcionario del Ministerio de Tierras y Colonización desde 1928 hasta 1945, alcanzando los grados de segundo jefe y en varias ocasiones, jefe de Sección. También colaboró en el Ministerio del Interior.
Se casó en la localidad de Llanquihue el 20 de mayo de 1931 con Clara Gallardo Martínez, con quien tuvo tres hijos: Pedro Julio, Mario Eugenio y Juan Orlando.

## Carrera política
En el ámbito político, militó en las filas del Partido Radical (PC), ocupando todos los cargos directivos en la colectividad, desde presidente de la Asamblea Radical hasta presidente provincial de Llanquihue.
En las elecciones parlamentarias de 1945, postuló como candidato a diputado por la 24.ª Agrupación Departamental (correspondiente a los departamentos de Llanquihue, Puerto Varas, Maullín, Calbuco y Aysén), resultando electo para el período 1945-1949. Seguidamente, obtuvo la reelección diputacional por la misma zona, para el período legislativo 1949-1953. Durante su primer período en la cámara baja, integró las comisiones de Educación Pública y de Industrias; mientras que en segundo, las de Agricultura y Colonización,  de Defensa Nacional, de Vías y Obras Públicas, y de Trabajo y Legislación Social.
Entre otras actividades, fue miembro de los Boy Scouts, del Club Deportivo y de la Liga de Estudiantes Pobres. Falleció en la comuna santiaguina de Buin el 27 de septiembre de 1990, a los 85 años.